# Alchemilla tenuis
Alchemilla tenuis es una especie de planta del género Alchemilla, perteneciente a la familia Rosaceae.

## Taxonomía
Alchemilla tenuis fue descrita por Robert Buser en 1894.

## Distribución
Se encuentra en el territorio de Alemania, Austria, España, Francia, Italia y Suiza.